# Archiv der Fernuniversität Hagen
Das Archiv der Fernuniversität in Hagen ist eine zentrale Einrichtung der Fernuniversität in Hagen. Es hat die Aufgabe, die bei der Fernuniversität entstandenen archivwürdigen Unterlagen zu verwahren und zu sichern, um sie anschließend der Öffentlichkeit, insbesondere im Bereich der Forschung, zugänglich zu machen. Neben amtlichem Schriftgut sammelt das Archiv außerdem Nachlässe von Professoren sowie von anderen, der Fernuniversität Hagen zugehörigen Persönlichkeiten.

## Geschichte
Das Rektorat legte in seiner Sitzung im Jahre 2007 die Errichtung des Archivs der Fernuniversität fest. 2008 trat die Archivarin Renate Seiler ihren Dienst im Archiv an und baute es nach fachgerechten Gesichtspunkten auf.
Aufgrund der organisatorischen Angliederung an die Universitätsbibliothek agiert die Bibliotheksdirektorin, Karin Michalke, gleichzeitig als erste Leiterin des Hochschularchivs.
Das Magazin des Archivs befindet sich in den Räumlichkeiten des ehemaligen Umweltamtes Hagen an der Universitätsstraße 47, das in eine innerstädtische Lage an der Rathausstraße gewechselt ist.
In den darauffolgenden Jahren erhielt das Archiv zusätzliche Räumlichkeiten in unterschiedlichen Gebäudeteilen, die sich über den Campus der FernUniversität verteilen. Während die Mitarbeiterräume überwiegend im Allgemeinen Verfügungszentrum untergebracht sind, befinden sich die Lager- und Magazinräume u. a. im ehemaligen Technologie- und Gründerzentrum (heute: Informationszentrum).

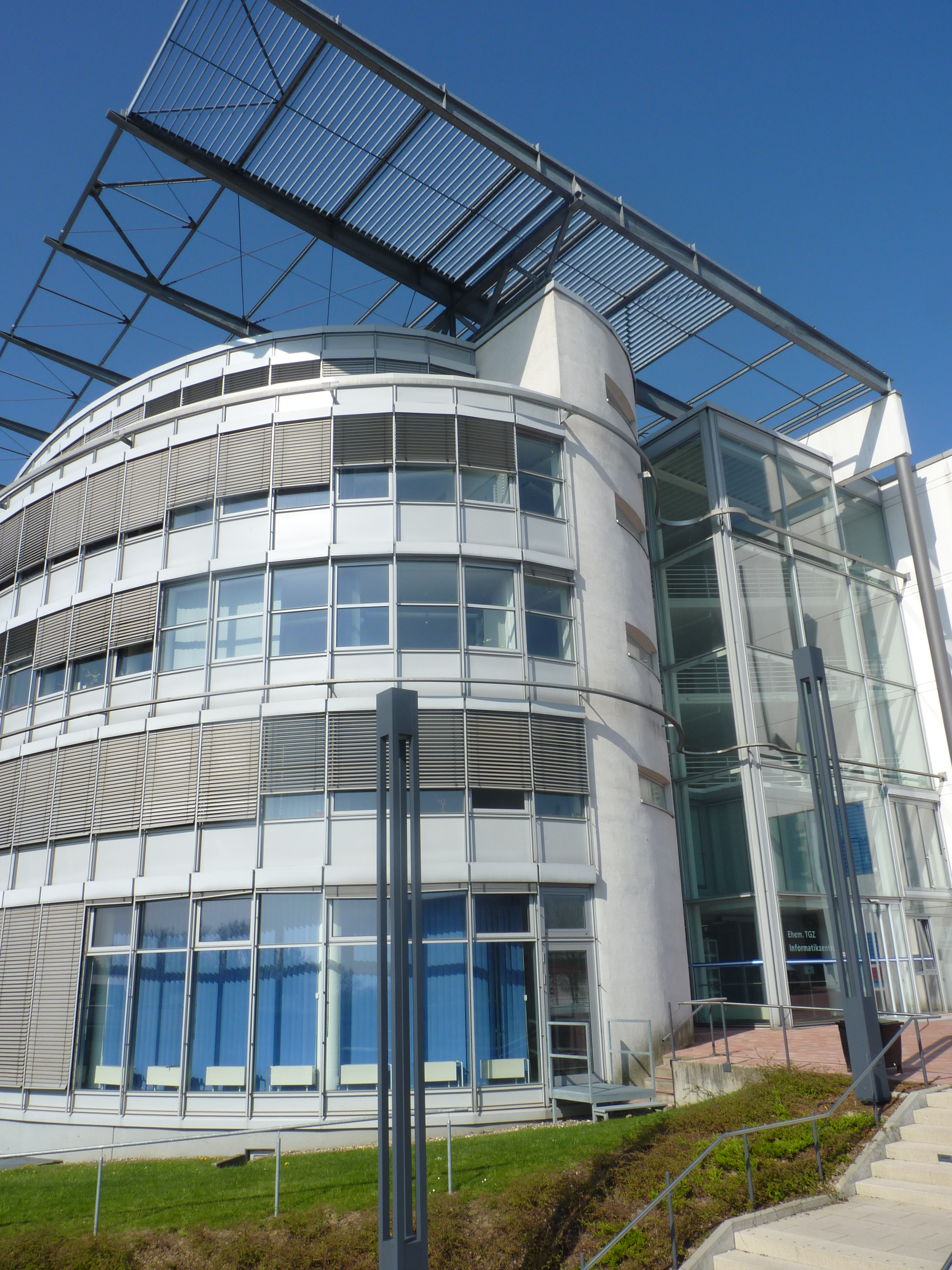
Das Informationszentrum beherbergt u. a. ein Zugangsmagazin des Hochschularchivs

Die ältesten Unterlagen des Archivs stammen aus der Gründungszeit der Fernuniversität 1974 und setzen sich sowohl aus amtlichem als auch aus nicht amtlichem Schriftgut zusammen. Das Archiv sammelt außerdem alle Veröffentlichungen der Fernuniversität. Zu den regelmäßigen Druckerzeugnissen der Fernuniversität zählen u. a. "FernUni Perspektive" sowie die Zeitschrift "Contacte".

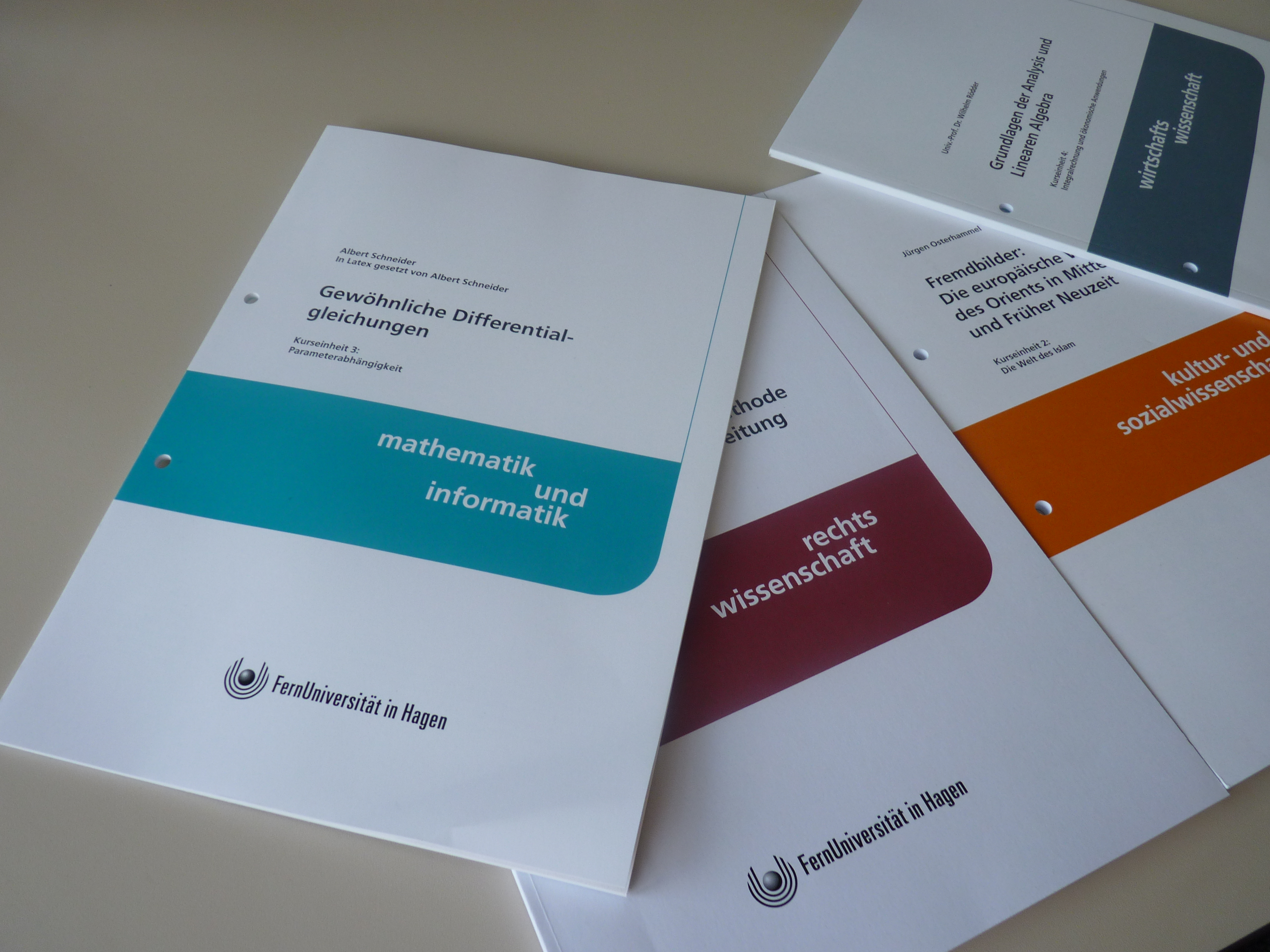
Studienbriefe der Fakultäten

Als Besonderheit unter den Archivalien im Archiv gelten die Studienbriefe der Fernuniversität, die regelmäßig in jedem Semester neu erscheinen. Im Gegensatz zu Präsenzuniversitäten dienen die Studienbriefe als Ersatz für die Vermittlung der Lehrinhalte und existieren daher nur an einer Fernuniversität.
Einen direkten Wiedererkennungswert liefern die Farben der Fakultäten, die sich als grafischer Einschub auf den Studienbriefen wiederfinden.
Die Studienbriefe können in zwei Teilen vorliegen, sodass in einem Wintersemester der erste Kurs erscheint und im Sommersemester der zweite Kurs herausgegeben wird.
Häufig werden jedoch auch in einem Semester mehrere zusammenhängende Kurse zur Verfügung gestellt.
Neben dem Druckschriften-Bestand im Archiv sammelt auch die Universitätsbibliothek alle aktuellen Studienbriefe, die in deren Online-Katalog gefunden und ausgeliehen werden können.

## Bestände
Die Tektonik der Bestände gliedert sich in zehn Einheiten, die jeweils mit einer römischen Zahl gekennzeichnet sind. Die archivwürdigen und übernommenen Unterlagen werden nach dem Provenienzprinzip, also nach der Herkunft der Akten, erschlossen.
| Bestand | Inhalt                                                |
| ------- | ----------------------------------------------------- |
| I.      | Zentrale Organe und Gremien der Fernuniversität Hagen |
| II.     | Hochschulverwaltung                                   |
| III.    | Zentrale Einrichtungen                                |
| IV.     | Fakultäten und Fachbereiche                           |
| V.      | Institute und andere wissenschaftliche Einrichtungen  |
| VI.     | Studentische Selbstverwaltung                         |
| VII.    | Sammlungen                                            |
| VIII.   | Nachlässe, Deposita                                   |

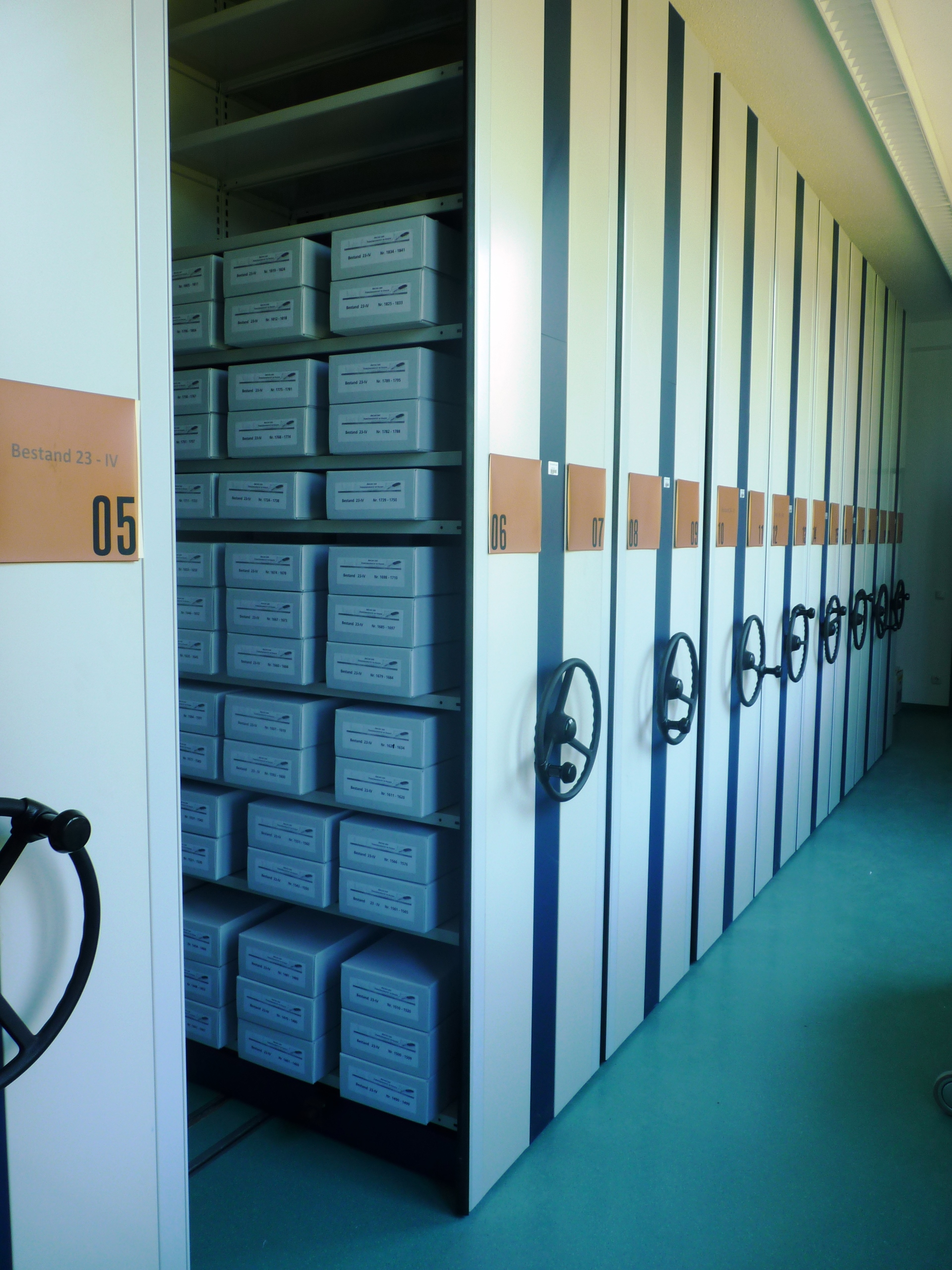
Rollregalanlage im Magazin

Zu den zentralen Organen und Gremien zählen v. a. die Kommissionen der Fernuniversität Hagen, darunter Ausschüsse wichtiger Organe wie der Senat oder die Gleichstellungsbeauftragte. Internationale Angelegenheiten, wie die Kooperation mit Organisationen aus dem Bereich der Fernlehre, gehören zu den Unterlagen der Hochschulverwaltung. Hierzu zählen u. a. die Internationale Vereinigung für Fernlehre, kurz "ICDE", die Europäische Vereinigung der Fernuniversität "EADTU" oder auch Akten die in Kooperation mit und durch die Europäische Kommission entstanden sind.
Unterlagen zentraler Einrichtungen stammen z. B. aus dem Zentrum für Medien und IT  oder auch aus der Universitätsbibliothek selbst. Ein Überlieferungsschwerpunkt im Bereich der Fakultäten und Fachbereiche stellen die Studienbriefe dar, aber auch Promotionsakten oder Seminarberichte werden in regelmäßigen Abständen an das Archiv abgeliefert. Aufgrund der zahlreichen Institute und anderer wissenschaftlicher Einrichtungen der FernUniversität Hagen, siedeln sich viele Bestände auch in diesem Bereich an. Zu nennen wäre hier das Kurt Lewin Institut, welches dem Archiv nach Einstellung einiger Studiengänge seine Unterlagen überlassen hat. Unterlagen von Fachschaften und allgemeinen Studierendenausschüssen gehören zu den Unterlagen der Studentischen Selbstverwaltung.
Im Bereich der Sammlungen finden sich viele Druckschriften der Fernuniversität wieder, die sich überwiegend aus Zeitschriften zusammensetzen. Nachlässe gehen überwiegend von ehemaligen Professoren der Fernuniversität, u. a. Peter Brandt, im Archiv ein.

## Kooperationen
Das Archiv der Fernuniversität Hagen ist seit seiner Gründung Mitglied in der Arbeitsgemeinschaft der Hochschularchivare Nordrhein-Westfalen, dessen stellvertretenden Vorsitz Renate Seiler in den Jahren 2011–2013 innehatte.
Unter aktiver Beteiligung bringt sich das Archiv als zentrale Einrichtung in das hochschulinterne Projekt "hs.r - Hagen System Relaunch mit ein und nimmt regelmäßig an dessen Treffen und Vorträgen teil.
Zudem ist Seiler seit 2010 Mitglied in der Arbeitsgruppe "Digitale Langzeitarchivierung" innerhalb der Fachgruppe 8 des VdA. Archivare von deutschlandweiten Hochschulen und anderen wissenschaftlichen Institutionen setzen sich in dieser Gruppe zusammen, um sich mit aktuellen Themen (u. a. die Archivische Bewertung von digitalen Studierendendaten) aus dem Archivwesen auseinanderzusetzen, um gemeinsam zu vereinheitlichende Lösungen zu finden.
Aufgrund der organisatorischen Angliederung an die Universitätsbibliothek Hagen arbeitet das Archiv insbesondere im Bereich der Öffentlichkeitsarbeit eng mit der Bibliothek der Fernuniversität zusammen. So sind u. a. auch die Archivalien der Deutschen Fernstudiendokumentation (dfsd) im Archiv der Fernuniversität in Hagen integriert.